# Susanne Hubberten
Susanne Hubberten (* 1922 in Reutlingen; † 13. Juni 1990 ebenda) war eine deutsche Kommunalpolitikerin. Zuerst eine Kommunalpolitikerin für die Freie Demokratische Partei und Querdenkerin, war sie später Gründerin der Freien Frauenliste Reutlingen (FFL) und Vertreterin der FFL im Stadtrat von Reutlingen.

## Leben
Susanne Hubberten war die Tochter einer Reutlinger Unternehmerfamilie. Ihr besonderes Interesse galt den Kindern und der politischen Beteiligung von Frauen. 
Angeregt durch die Praxis in Schweden gründete sie mit Anneliese Maußhardt im Jahr 1973 den Reutlinger Tagesmütterverein. Das sogenannte „Reutlinger Modell“ wurde in der Folge landes- und bundesweit zum Vorbild für viele weitere Tagesmüttervereine.
Susanne Hubberten war zunächst für die Freie Demokratische Partei (FDP) aktiv und Stadt- und Kreisrätin. 1984 gründete sie die erste Frauenpartei Freie Frauenliste Reutlingen und war als deren Vertreterin bis 1989 im Stadtrat.
1989 erhielt Susanne Hubberten das Bundesverdienstkreuz. Dank ihres politischen Engagements wurden in Reutlingen viele Kindergärten, -krippen und -hortplätze geschaffen. Sie engagierte sich für den Aktivspielplatz, den Waldorfschulverein, den Bund für Umweltschutz und den  Deutschen Kinderschutzbund.

## Ehrungen
- Bundesverdienstkreuz am Bande (28. Oktober 1987)[3]
- Stein im Gedenklabyrinth der 2000 Frauen.